# Sint ut sunt aut non sint
Sint ut sunt aut non sint est une locution latine qui se traduit en français : « Qu’ils soient ce qu’ils sont, ou qu’ils ne soient pas ». On l’attribue au pape Clément XIII auquel on proposait des changements dans les Constitutions de la Compagnie de Jésus, afin de leur éviter l’expulsion du royaume de France.
L’expression est reprise aujourd’hui dans des contextes divers pour signifier : « rien n’est à changer ; le seul changement imaginable est la disparition ».

## Origine historique
À la suite de l’affaire Lavalette, le parlement de Paris se penche sur les Constitutions de la Compagnie de Jésus et déclare, le  août 1762, que la Compagnie de Jésus « nuit à l’ordre civil, viole la loi naturelle, détruit la religion et la moralité, et corrompt la jeunesse ». Louis XV, plutôt favorable aux jésuites, tergiverse. Des conseillers ecclésiastiques lui conseillent, pour sauver les jésuites du bannissement de France, de proposer des modifications de leurs Constitutions dans un sens gallican. En particulier il est suggéré qu’ils dépendent d’un vicaire général résidant en France, les soustrayant ainsi de l’autorité du supérieur général (résidant à Rome).
C’est lorsqu’un émissaire de Versailles lui fait cette proposition que Clément XIII (peut-être après avoir consulté le supérieur général, Lorenzo Ricci)[réf. souhaitée] lui répond : « sint ut sunt aut non sint » (qu’ils soient ce qu’ils sont, ou qu’ils ne soient pas).

## Autres attributions
D’autres attributions furent proposées. D’après von Pastor ces paroles auraient été prononcées par Benoît XIV. L’hypothèse est peu probable, d’autant plus que Benoît XIV était connu pour son esprit d’accommodation.
D’autres attribuent ce texte au Supérieur Général Lorenzo Ricci, dans une entrevue avec Clément XIV. C’est encore moins probable car il est connu que Clément XIV, désirant donner des gages de son hostilité vis-à-vis des jésuites, refusa de rencontrer leur supérieur général après son élection.

## Usages dans la littérature
Honoré de Balzac, dans La Duchesse de Langeais, ecrit: Sint ut sunt, aut non sint, ces belles paroles pontificales peuvent servir de devise aux grands de tous les pays.
Marguerite Yourcenar, dans son discours de réception à l'Académie française en 1981 relève que « cette expression était le symbole d'un comportement anticonformiste ».
Victor Hugo écrivait à Auguste Vacquerie le 14 mars 1867 « Je dirais de mes pièces sint ut sunt aut non sint ».